# Capella (månekrater)
 For alternative betydninger, se Capella. (Se også artikler, som begynder med Capella)
Capella er et nedslagskrater på Månen. Det befinder sig på Månens forside nord for Mare Nectaris og er opkaldt efter den romerske forfatter og jurist Martianus Capella (5. århundrede).
Navnet blev officielt tildelt af den Internationale Astronomiske Union (IAU) i 1935. 

## Omgivelser
Området nord for Mare Nectaris er en bakket egn med mange små nedslagskratere. Capellakrateret trænger lidt ind i den østlige rand af Isidoruskrateret, som kun er lidt mindre i diameter. 

## Karakteristika
Capellakraterets væg er lav, men forholdsvis bred og irregulær, og et stort forbjerg er trængt ind i den sydøstlige side. Den dybe kløft Vallis Capella krydser direkte gennem krateret fra den nordlige rand til væggens sydøstlige side og fortsætter videre i begge retninger over en længde på 110 km. Kløften er dannet af en kæde af kratere. I kratermidten er der en bred, afrundet højde med et småkrater ved toppen. I den vestlige side af krateret ligger samlinger af småbakker, dannet af klippestykker fra nedslag.

## Satellitkratere
De kratere, som kaldes satellitter, er små kratere beliggende i eller nær hovedkrateret. Deres dannelse er sædvanligvis sket uafhængigt af dette, men de får samme navn som hovedkrateret med tilføjelse af et stort bogstav. På kort over Månen er det en konvention at identificere dem ved at placere dette bogstav på den side af satellitkraterets midte, som ligger nærmest hovedkrateret. Capellakrateret har følgende satellitkratere:
| Capella | Længde | Bredde  | Diameter |
| ------- | ------ | ------- | -------- |
| A       | 7,6° S | 37,2° Ø | 13 km    |
| B       | 9,4° S | 36,8° Ø | 10 km    |
| C       | 5,7° S | 36,3° Ø | 11 km    |
| D       | 6,7° S | 37,6° Ø | 8 km     |
| E       | 7,5° S | 37,7° Ø | 16 km    |
| F       | 9,2° S | 35,4° Ø | 14 km    |
| G       | 6,8° S | 36,9° Ø | 12 km    |
| H       | 8,1° S | 37,4° Ø | 9 km     |
| J       | 9,4° S | 36,0° Ø | 9 km     |
| M       | 4,4° S | 37,0° Ø | 12 km    |
| R       | 6,0° S | 35,2° Ø | 7 km     |
| T       | 6,9° S | 34,2° Ø | 6 km     |

## Måneatlas
- Billeder af Capellakrateret i LPI-måneatlasset